# 岡本祐佳
岡本 祐佳（おかもと ゆうか、12月16日-）は、日本のラジオDJ。愛知県名古屋市出身、血液型O型。祐は正しくは示へんに右。

## 略歴
少女期より地元である名古屋でモデルとして活動。その後、1989年にCBCラジオにて番組を担当。HR/HM好きだったため、そのファッションで局内を出入りしていたところ、1991年一夜だけオンエアとなったヘヴィメタル評論家である和田誠の担当する深夜番組のアシスタントを探していたプロデューサーの目にとまり、アシスタントを担当することに。その後、モデルクラブに所属しエフエム愛知でDJデビューを果たした。途中、1994年から約2年に渡りカナダ・バンクーバーで語学留学の傍ら、当地の日本語放送局CHMBの番組制作にも携わっていた。
1996年の帰国後にFM802のオーディションに合格し同局DJに（2006年9月まで出演）、2年後の1998年には地元である名古屋ZIP-FMのミュージック・ナビゲーター（同局におけるDJの呼称）になり、2010年春までナビゲーターをつとめた後、ニューヨークで音楽やビジネスの勉強し帰国後は関東でキャリアを再スタート。
空前のK-POPブーム前にスタートしたFM yokohamaの番組『K-POP Now』では、2PM独占来日インタビューの他、Brown eyed girls,4minite,U-kiss,sm★sh等多くのアーティストインタビューを手がける。
DJキャリアとともに、ファッションショーのプロデューサーとしても活動し、神戸、名古屋ではキャスティングからBGM、演出までつとめる。
司会者としては、名古屋ミッドランドスクエアVIPパーティ、ルイヴィトン名古屋店のリニューアルオープン等、名古屋のセレブイベントの他、日経新聞おとなのバンドコンテストといった音楽イベントまで幅広い分野に至る。
モデル時代に培ったキャリアやOL（コンピューターインストラクター）時代に学んだ作法などを生かし、ブラッシュアップ（トレーニング）講師としても活躍し、ウォーキングやビジュアル（表情）面を担当。2009年より、本格的にイメージコンサルタントの勉強をはじめ、局アナや企業社員ブラッシュアップ研修講師、講演会講師などとして活動。
2016年、CocoStyleというブラッシュアップ事業をスタートさせた。岡本祐佳はウォーキングとメンタルブラッシュアップを担当。また岡本祐佳は日本三大七夕のひとつである安城七夕まつりをPRするミス七夕、親善大使のブラッシュアップを1997年より担当している。
2017年春、ラグジュアリーブランドが集結した名古屋を代表する駅前の商業施設、ミッドランドスクエア10周年記念イベントやメディア対象パーティ司会を務める。
2017年10月から、一緒にブラッシュアップ事業を展開しているフリーアナウンサーの産休代打として地元愛知のトヨタグループが株主のピッチFM  朝枠を担当。関東にて地上波TV、BS、CSでのナレーション仕事をメインにして、久しぶりのラジオ生放送となる。
サンミュージックアカデミーにて講師を担当。
2023年　トークユニット『ゆぴずむ。』として配信番組をスタート。相方はにしざわひろ。
2024年に入り、長期にわたる声帯結節の治療もほぼ終了したとブログで報告している。

## 過去のレギュラー番組
多数につき、主なものを挙げる。

### FM802
- FUNKY JAMS 802
- WEEKEND A-GO-GO!
- ROCK KIDS 802
- SUNDAY MUSIC MARKET
- FLOWER AFTERNOON　他多数

### ZIP-FM
- TOKIO CALLING
- ZIP DANCE HITS 20
- AFTERNOON MUSE（月曜 - 木曜 13:00 - 17:00、岡本の担当は月・火曜）
- MOVE ON SATURDAY（土曜 7:00 - 13:00）
- NATURALLY（日曜 7:00 - 13:00）　　　　他多数

### FMyokohama
- K-POP Now （月曜-木曜 11:30~12:00)[放送中]　他多数